# Richard Garrick
Pour les articles homonymes, voir Garrick.
Richard Thomas O'Brien, né le 27 décembre 1878 à Portlaw (Irlande) et mort le 21 août 1962 à Los Angeles (quartier d'Hollywood, Californie), est un acteur et réalisateur américain d'origine irlandaise, connu sous le nom de scène de Richard Garrick.

## Biographie
Émigré aux États-Unis, Richard Garrick débute comme acteur au théâtre à Broadway en 1907, aux côtés de Mack Sennett, jouant là dans quelques pièces et une comédie musicale, jusqu'en 1949. Sa dernière prestation à Broadway est dans Un tramway nommé Désir de Tennessee Williams, aux côtés de Marlon Brando, qu'il retrouvera à trois reprises au cinéma, dans l'adaptation filmée (en 1951) de la pièce de Williams, puis dans Viva Zapata! (en 1952) et Désirée (en 1954).
Au cinéma (américain principalement), il débute comme acteur en 1912 et joue dans plusieurs films muets jusqu'en 1925. Après le passage au parlant, en dehors d'un film de 1934, il apparaît surtout entre 1947 et 1957, en particulier dans des réalisations d'Elia Kazan et des westerns. En outre, pour la télévision, il participe à quatre séries entre 1953 et 1956.
Comme réalisateur, exclusivement au temps du muet, on lui doit plusieurs films — notamment de nombreux courts métrages — de 1912 à 1925, dont certains où il est également acteur (ainsi, sa dernière réalisation qui est, fait particulier, un film français).

## Théâtre (à Broadway)
Pièces, sauf mention contraire
- 1907 : The Boys of Company 'B' de Rida Johnson Young, avec Mack Sennett
- 1907 : The Flag Station de Charles A. Kenyon
- 1909 : The Flag Lieutenant de W. P. Drury et Leo Trevor, mise en scène de Gustav von Seyffertitz, avec Lumsden Hare
- 1909 : The Fourth Estate d'Harriet Ford et Joseph Medill Patterson, avec Charles Waldron
- 1911 : A Certain Party, comédie musicale, musique de Robert Hood Bowers, lyrics et livret d'Edgar Smith
- 1931 : Thais, adaptation par Ellison Harvey du roman éponyme d'Anatole France
- 1943 : Feathers in a Gale de Pauline Jamerson et Reginald Laurence
- 1947-1949 : Un tramway nommé Désir (A Streetcar named Desire) de Tennessee Williams, mise en scène d'Elia Kazan, avec Marlon Brando, Jessica Tandy, Kim Hunter, Karl Malden, Rudy Bond, Nick Dennis (+ adaptation au cinéma en 1951 : voir filmographie ci-dessus)

## Filmographie

### Comme réalisateur

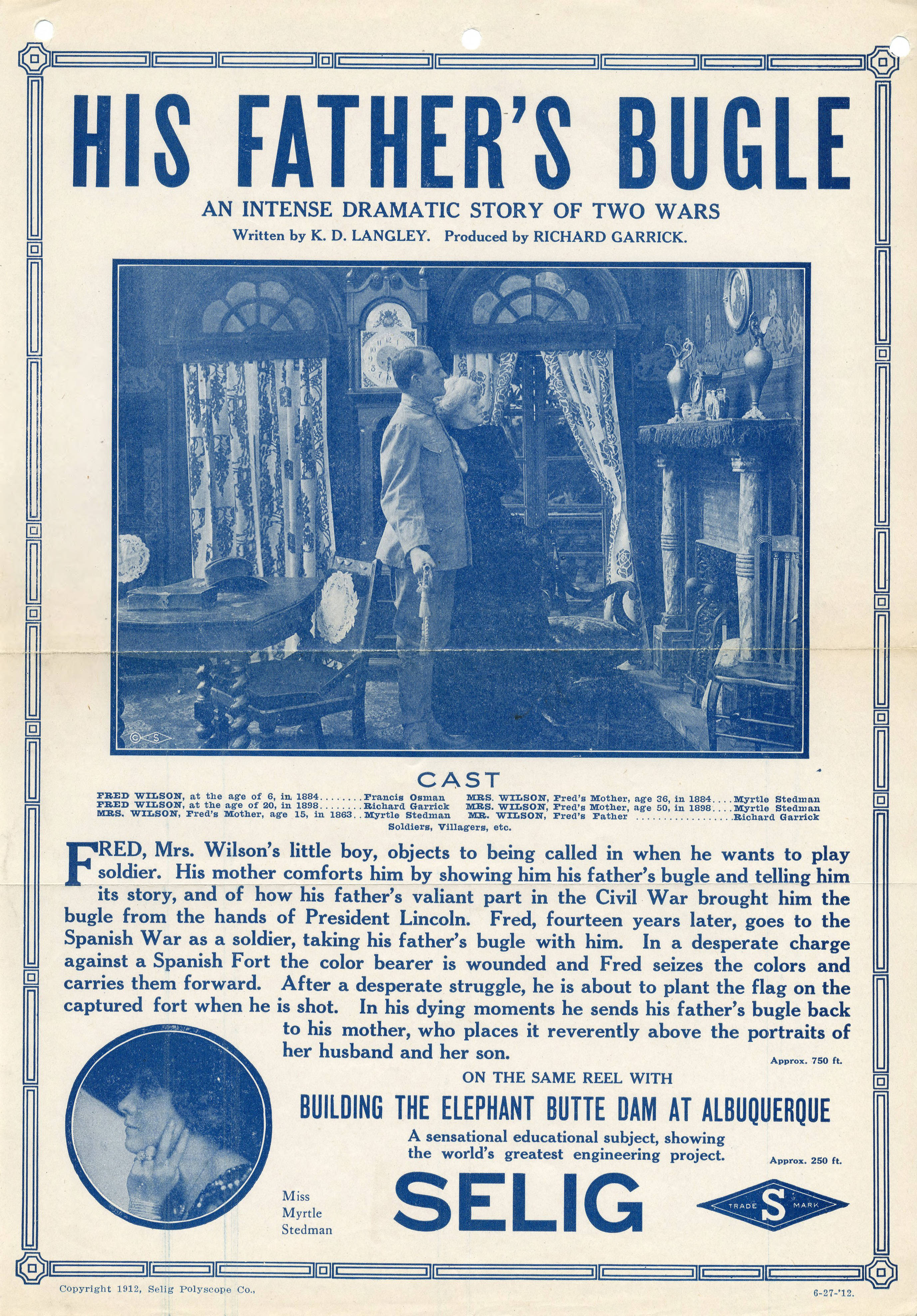
His Father's Bugle (1912, poster promotionnel) : acteur (sur l'image) et réalisateur

- 1912 : Exposed by the Dictograph, court métrage (CM)
- 1912 : The Part of her Life (CM)
- 1912 : When the Heart calls (CM ; + acteur)
- 1912 : His Father's Bugle (CM ; + acteur)
- 1912 : Baby Betty (CM)
- 1912 : A Wartime Romance (CM ; + acteur)
- 1912 : The Three Valises (CM)
- 1912 : Officer Murray (CM)
- 1912 : The Laird's Daughter (CM)
- 1912 : A Heart reclaimed (CM)
- 1914 : The Yellow Streak (CM ; + acteur)
- 1914 : The Wondrous Melody (CM)
- 1915 : The Collingsby Pearls (CM ; + acteur)
- 1915 : Reunited (CM)
- 1915 : The House with Nobody it (CM)
- 1915 : The Card Players (CM)
- 1915 : The New Adam and Eve (CM)
- 1915 : A Tangle in Hearts (CM)
- 1916 : The Idol of the Stage (+ acteur)
- 1916 : The Drifter
- 1916 : According to Law
- 1916 : The Quality of Faith
- 1920 : Trent's Last Case
- 1920 : The Romance of a Movie Star
- 1920 : The Rank Outsider, avec Miles Mander
- 1920 : The Pride of the Fancy
- 1925 : Le Soleil de minuit, coréalisé par Jean Legrand, avec Gina Manès (+ acteur)

### Acteur
(sélection)

#### Cinéma
- 1914 : Tess au pays des tempêtes (Tess of the Storm Country), d'Edwin S. Porter
- 1934 : Marie Galante (titre original), d'Henry King
- 1947 : Boomerang !, d'Elia Kazan
- 1948 : Alerte au ranch (Green Grass of Wyoming) de Louis King
- 1951 : Quo vadis, de Mervyn LeRoy
- 1951 : Un tramway nommé Désir (A Streetcar named Desire), d'Elia Kazan
- 1952 : Bonzo goes to College, de Frederick De Cordova
- 1952 : Viva Zapata !, d'Elia Kazan
- 1952 : Un grand séducteur (Dreamboat), de Claude Binyon
- 1952 : La Sarabande des pantins (O. Henry's Full House), film à sketches d'Henry Hathaway, Howard Hawks, Henry King, Henry Koster et Jean Negulesco
- 1952 : Quelque chose pour les oiseaux (Something for the Birds), de Robert Wise
- 1952 : La Parade de la gloire (Stars and Stripes Forever), d'Henry Koster
- 1953 : Appelez-moi Madame (Call me Madam), de Walter Lang
- 1953 : La Rivière de la poudre (Powder River) de Louis King
- 1953 : Un homme pas comme les autres (Trouble along the Way), de Michael Curtiz
- 1953 : The System (en), de Lewis Seiler
- 1953 : Quand la poudre parle (Law and Order), de Nathan Juran
- 1954 : Le Cavalier traqué (Riding Shotgun), d'André de Toth
- 1954 : Désirée (titre original), d'Henry Koster
- 1955 : L'Aventure fantastique (Many Rivers to Cross), de Roy Rowland
- 1955 : À l'est d'Éden (East of Eden), d'Elia Kazan
- 1955 : Au service des hommes (A Man called Peter), d'Henry Koster
- 1955 : Les Inconnus dans la ville (Violent Saturday), de Richard Fleischer
- 1956 : L'Impudique (Hilda Crane), de Philip Dunne
- 1956 : Haute Société (High Society), de Charles Walters
- 1956 : La Neige en deuil (The Mountain), d'Edward Dmytryk
- 1957 : Les Trois Visages d'Ève (The Three Faces of Eve), de Nunnally Johnson

#### Télévision
(séries)
- 1953 : Badge 714 (Dragnet), Saison 3, épisode 11 The Big Will
- 1956 : Mon amie Flicka (My Friend Flicka), épisode 25 Le Carrosse royal (The Royal Carriage)